# Agenzia governativa
Una agenzia governativa o agenzia pubblica, nel diritto pubblico, indica un ente pubblico o generalmente un'organizzazione dotata di una certa autonomia nell'ambito della pubblica amministrazione statale, cui sono attribuite specifiche funzioni. Il termine trova la sua origine nei paesi anglosassoni (agency) dove, peraltro, viene utilizzato anche con un significato più ampio, per designare una qualsiasi amministrazione pubblica, compresi, quindi, i dicasteri.

## Caratteri generali
Le agenzie possono essere istituite con legge o, in certi ordinamenti, con atto del potere esecutivo. Possono essere dotate di personalità giuridica, e allora sono enti pubblici strumentali, o esserne prive, e allora vanno considerate uffici dello stato o di altri enti pubblici, seppur complessi e dotati di una certa autonomia (il che le assimila alle amministrazioni autonome).
Di solito l'agenzia nello svolgimento delle sue funzioni è soggetta agli indirizzi e al controllo di un dicastero: questa formula organizzativa è finalizzata a separare le funzioni di indirizzo e controllo, che rimangono al dicastero, da quelle operative, per le quali si ritiene più adeguato un organismo, l'agenzia, con caratteristiche organizzative e operative meno rigide di quelle ministeriali e più vicine a quelle delle aziende private (ad esempio, riguardo al reclutamento e alla gestione del personale, ai processi di spesa ecc.); inoltre, si accentua in questo modo la separazione tra politica e amministrazione.
In certi casi i rapporti tra dicastero e agenzia sono regolati da una convenzione dove sono specificati gli obiettivi quantitativi e qualitativi che l'agenzia deve conseguire nello svolgimento delle sue funzioni e le risorse finanziarie che gli verranno attribuite; si parla, in questo caso, di contracting in (per distinguerlo dal contracting out nel quale le funzioni sono invece affidate a soggetti esterni alla pubblica amministrazione: imprese o organizzazioni non profit). Si tratta di formule organizzative che hanno conosciuto una certa fortuna a partire dagli anni ottanta del XX secolo, sulla scorta delle concezioni che vanno sotto il nome di new public management.
Sebbene il termine venga nella pratica usato con una certa variabilità di significato, di solito le agenzie si differenziano dalle altre pubbliche amministrazioni, e in particolare dai dicasteri, perché svolgono funzioni eminentemente operative. L'agenzia, così intesa, si distingue nettamente dall'autorità amministrativa indipendente che pure riceve, talvolta, la denominazione di agenzia (nell'ordinamento statunitense, ad esempio, si parla, rispettivamente, di independent agency within the executive branch e di independent regulatory agency). Infatti, mentre l'autorità amministrativa indipendente gode di una pressoché completa autonomia dal governo, l'autonomia dell'agenzia, per quanto variabile, è assai più limitata; inoltre, l'autorità amministrativa indipendente, a differenza dell'agenzia, può avere anche poteri normativi o paragiurisdizionali.

## Nel mondo
La diffusione delle agenzie nei sistemi amministrativi è variabile: vi sono paesi in cui rappresentano il modello tipico di organizzazione della pubblica amministrazione (è il caso della Svezia), paesi in cui resta nettamente prevalente il tradizionale modello di organizzazione basato su dicasteri (è il caso di Italia, Francia e Germania) e paesi che si collocano in una posizione intermedia (è il caso del Regno Unito e degli Stati Uniti).

### Italia
Sono state introdotte dal d.lgs 30 luglio 1999, n. 300, emanato in attuazione della riforma Bassanini. Ogni agenzia ha uno statuto, adottato con regolamento governativo emanato su proposta del Presidente del Consiglio dei ministri e dei ministri competenti, di concerto con il Ministro dell'economia e delle finanze.
Le agenzie sono sottoposte ai poteri di indirizzo e di vigilanza di un ministro, che comprendono:
- l'approvazione dei programmi di attività, dei bilanci e dei rendiconti;
- l'emanazione di direttive con l'indicazione degli obiettivi da raggiungere;
- l'acquisizione di dati e notizie e l'effettuazione di ispezioni per accertare l'osservanza delle prescrizioni impartite;
- l'indicazione di eventuali specifiche attività da intraprendere.

Organi dell'agenzia sono:
- il direttore generale, che ha attribuzioni analoghe a quelle dei capi dipartimento dei ministeri e viene nominato con le stesse modalità; il direttore generale adotta i regolamenti interni di organizzazione e contabilità dell'agenzia, che devono essere approvati dal ministro competente (di concerto con il ministro dell'economia e delle finanze, quello di contabilità);
- il comitato direttivo, composto dal direttore generale, che lo presiede, e dirigenti dei principali settori di attività dell'agenzia, in numero non superiore a quattro (sei nelle agenzie fiscali), con il compito di coadiuvare il direttore generale nell'esercizio delle sue funzioni;
- il collegio dei revisori, nominato con decreto del ministro competente, composto di tre membri (più un supplente), due dei quali scelti tra gli iscritti all'albo dei revisori dei conti o tra persone in possesso di specifica professionalità.

Tramite apposita convenzione stipulata tra il ministro competente e il direttore generale dell'agenzia sono individuati gli obiettivi specificamente attribuiti a questa ultima, nell'ambito della missione ad essa affidata dalla legge; i risultati attesi in un arco temporale determinato; l'entità e le modalità dei finanziamenti da accordare all'agenzia; le strategie per il miglioramento dei servizi; le modalità di verifica dei risultati di gestione; le modalità necessarie ad assicurare al ministero competente la conoscenza dei fattori gestionali interni all'agenzia, quali l'organizzazione, i processi e l'uso delle risorse. Secondo l'art. 8 del d.lgs. 30 luglio 1999, n. 300, nell'amministrazione centrale italiana le agenzie sono strutture che svolgono attività a carattere tecnico-operativo di interesse nazionale, precedentemente esercitate da ministeri ed enti pubblici. Esse operano al servizio delle amministrazioni pubbliche, comprese anche quelle regionali e locali. Il D.Lgs. 300/1999 aveva previsto le costituzione delle seguenti agenzie, non tutte effettivamente istituite:
- l'Agenzia industrie difesa, dotata di personalità giuridica di diritto pubblico, sotto la vigilanza del Ministero della difesa;
- l'Agenzia per le normative ed i controlli tecnici e l'Agenzia per la proprietà industriale, sotto la vigilanza del Ministero delle attività produttive, ora Ministero dello sviluppo economico;
- l'Agenzia per le comunicazioni, sotto la vigilanza del Ministero delle comunicazioni, ora Ministero dello sviluppo economico;
- l'Agenzia dei trasporti terrestri e delle infrastrutture, sotto la vigilanza del Ministero delle infrastrutture e dei trasporti.

Lo stesso decreto legislativo ha inoltre previsto le seguenti agenzie, dotate di personalità giuridica di diritto pubblico e con una disciplina parzialmente differenziata:
- le agenzie fiscali - ossia l'Agenzia delle entrate, l'Agenzia delle dogane e dei monopoli, l'Agenzia del demanio e l'Agenzia delle entrate-Riscossione - sotto la vigilanza del Ministero dell'economia e delle finanze;[3]
- l'Agenzia per la formazione e l'istruzione professionale, sotto la vigilanza del Ministero del lavoro e delle politiche sociali e del Ministero dell'istruzione.

A queste si aggiungevano:
- l'Agenzia di protezione civile, sotto la vigilanza del Ministero dell'interno, soppressa con il decreto legge 7 settembre 2001, n. 343 (convertito con legge 9 novembre 2001, n. 401) che ha attribuito le funzioni di sua competenza al Dipartimento della protezione civile, istituito nell'ambito della Presidenza del Consiglio dei ministri;
- l'Agenzia per la protezione dell'ambiente e per i servizi tecnici, sotto la vigilanza del Ministero dell'ambiente, accorpata nell'Istituto superiore per la protezione e la ricerca ambientale dalla legge 6 agosto 2008 n. 133, di conversione, con modificazioni, del decreto legge 25 giugno 2008 n. 112;
- l'Agenzia per il servizio civile (D. Lg.s 303/1999[4]), ex Ufficio nazionale del servizio civile (legge 8 luglio 1998, n. 230);
- l'Ispettorato nazionale del lavoro, che è l'agenzia unica per le ispezioni del lavoro del Ministero del lavoro e delle politiche sociali, istituita dal decreto legislativo 14 settembre 2015, n. 149[5] nella quale sono confluite le attività e il personale delle Direzioni territoriali del lavoro (DTL) e delle Direzioni interregionali del lavoro (DIL), articolazioni del medesimo Ministero.

Oltre alle agenzie previste e disciplinate dal D.Lgs. 300/1999 ve ne sono altre, sia a livello nazionale, che a livello regionale o locale. In particolare, a livello nazionale:
- l'Agenzia nazionale per la sicurezza del volo (ANSV),
- l'Agenzia nazionale per i servizi sanitari regionali (AgeNaS),
- l'Agenzia per le erogazioni in agricoltura (AgEA),
- l'Agenzia nazionale di valutazione del sistema universitario e della ricerca (ANVUR),
- l'Agenzia per la rappresentanza negoziale (ARAN),
- l'Agenzia per la coesione territoriale (ACT),
- l'Agenzia nazionale per l'attrazione degli investimenti e lo sviluppo d'impresa (INVITALIA),
- l'Agenzia nazionale delle politiche attive del lavoro (ANPAL).
- l'Agenzia italiana per la Gioventù (AIG)

In ogni regione sono presenti un'Agenzia regionale per la protezione ambientale (ARPA) e un'Agenzia regionale per l'impiego; esistono anche agenzie istituite da più regioni, come l'Agenzia interregionale per il fiume Po (AIPO).
A livello regionale sono poi istituite singole agenzie relative alle necessità amministrativo-territoriali che si occupano di economia, manutenzione delle aree boschive, lavori pubblici ecc. In Sardegna, per esempio esiste Agenzia forestale regionale per lo sviluppo del territorio e dell'ambiente della Sardegna, oppure Agenzia regionale emergenza urgenza della Lombardia.
A livello comunale o provinciale sono state istituite agenzie per la gestione o il monitoraggio di servizi pubblici locali, come l'Agenzia per il controllo e la qualità dei servizi pubblici locali di Roma Capitale.
L'articolo 95 della Costituzione riserva ai ministri la responsabilità politica degli atti posti in essere dal suo ministero. L'espressione "responsabilità politica" ha aperto alla qualificazione di molteplici tipi di responsabilità su tali atti, tradottasi nel principio di separazione fra responsabilità politica e responsabilità amministrativa. Secondo tale modello, il politico eletto deve limitarsi ad atti di indirizzo a carattere generale, a vigilare e controllare; la gestione dell'amministrazione è affidata a funzionari dello Stato e dipendenti del ministro non elettivi, apolitici, tali da garantire l'imparzialità e buon andamento nelle scelte di dettaglio. 
Fermo restando il potere di indirizzo e di vigilanza del ministro competente, le agenzie godono di autonomia di gestione interna in ordine al personale, alla finanza e alla contabilità. Esse superano il modello ministeriale ottocentesco che vedeva nella figura del ministro l'elemento di raccordo fra Parlamento e pubblica amministrazione, intesa come apparato esecutivo del governo. Secondo il d. lgs. 29/1993 (abrogato dal d. lgs. 165/2001), il ministro nomina e revoca i dirigenti apicali dei dipartimenti e delle direzioni generali, definisce obbiettivi e programmi, allocando le relative risorse e controllando la spesa efficiente ed efficace. Non ha più il potere di modificare atti o provvedimenti dei dirigenti, ad eccezione dell'annullamento per vizi di legittimità. i dirigenti hanno in linea di principio un'insindacabile competenza esclusiva nell'organizzazione e gestione degli uffici, nonché nell'adozione di atti e provvedimenti amministrativi. 
Il d. lgs. 29/92 ha introdotto la responsabilità dirigenziale per inadempimento di un'obbligazione di risultato o di mezzi, legittimando il mancato rinnovo degli incarichi o la revoca da parte della P.A. Tuttavia, anche in presenza di meriti, il rinnovo non è automatico, dato il legame fiduciario fra dirigente e ministro: il d. lgs. 80/1988 attribuisce ad ogni governo la facoltà di cambiare i dirigenti della pubblica amministrazioni entro 90 giorni dal voto di fiducia. La legge 145/2002 ha eliminato la durata minima degli incarichi dirigenziali (art. 19, c. 2), dando al ministro la possibilità di fare nomine o conferme anche per pochi mesi. L'effetto combinato di queste norme, unitamente alla licenziabilità ad nutum dei dirigenti apicali senza obbligo di motivazione, hanno riportato in mano al potere politico la gestione, delegandone la responsabilità all'alta funzione pubblica.

### Svezia
Il modello organizzativo dell'agenzia è sorto in Svezia, nel XVIII secolo diffondendosi negli altri paesi non senza variazioni di rilievo. Attualmente in Svezia le agenzie rappresentano il modello tipico di organizzazione della pubblica amministrazione, in un contesto caratterizzato da una marcata separazione tra politica e amministrazione.
I ministeri, infatti, sono apparati di ridotte dimensioni, che si limitano a decidere le politiche pubbliche, la cui implementazione compete alle agenzie (myndighet). I ministeri possono controllare le agenzie solo attraverso decisioni politiche generali, non potendo impartire loro ordini né interferire con le loro attività quotidiane o la trattazione di singoli casi (interferenza nota come ministerstyre). Resta, peraltro, al Governo il potere di nominare e revocare il direttore generale (generaldirektör) preposto a ciascuna agenzia.

## Riferimenti normativi
- Artt. 8-10 del Decreto legislativo 30 luglio 1999, n. 300 - Riforma dell'organizzazione del Governo, a norma dell'articolo 11 della legge 15 marzo 1997, n. 59